# عرفة البحر (مسلسل)
عرفة البحر هو مسلسل مصري يُبث في رمضان 1433هـ/2012م في قناة الحياة 2 وقناة إن بي إن.

## قصة المسلسل
تدور قصة المسلسل حول شخص يدعى «عرفة» يمتلك مجموعة من مراكب الصيد، تؤدي نجاحاته المستمرة، إلى وقوعه في العديد من المشاكل والصدامات مع كل من حوله مما يجعله في كل مرة يقف في وجه أعدائه مدافعاً عن الحق.

## بطولة
- نور الشريف
- دلال عبد العزيز
- أحمد بدير
- هالة صدقي
- هياتم
- مي نور الشريف
- أحمد داود
- نرمين ماهر
- يارا جبران
- أنعام سالوسة
- سعيد طرابيك
- شعبان حسين
- أحمد الحلواني
- جليلة محمود
- ليلى جمال
- هناء عبد الفتاح

## وقت العرض
يُبث عرفة البحر مع 12:30 ظهرا ويعاد إعادة أولى 06:55 مساء ويعاد إعادة ثانية مع 01:00 صباحا بتوقيت القاهرة في قناة الحياة 2.